# Bodakungen
Bodakungen è un film del 1920, diretto da Gustaf Molander. 

## Trama
Sören Torbjörnsson, detto "il re di Boda", è un fattore autoritario e tracotante, ed è acerrimo nemico, per una annosa faida famigliare, del fattore Mårten. Quest'ultimo è in grandi difficoltà finanziarie, e si vede confiscare la casa proprio ad opera di Sören, che lo fa finire sulla strada insieme alla figlia Eli. Ma la prepotenza ed il malcostume di Sören in breve tempo lo rendono inviso all'intera comunità di Boda, e, quando sua figlia Gunnel, l'unica persona di cui avesse soggezione, lo disconosce, egli abbandona il paese, e non se ne saprà più nulla per lungo tempo.
Nel frattempo era tornato nel villaggio Hans, fratello di Eli, dopo un lungo soggiorno lontano da casa. Hans e Gunnel sono attratti l'uno dall'altra, ma, data la situazione fra le due famiglie, man mano i due giovani perdono i contatti. Tempo dopo fa la sua comparsa a Boda un vecchio mendicante, gradito ai bambini del villaggio per le favole che racconta: è Sören, che non viene riconosciuto. Sören è colto da un malore presso la casa che Hans sta ricostruendo per la propria famiglia, e viene ricoverato in essa, sotto la cura di Eli. Sören sta per morire, e manda a chiamare Eli, che lo riconosce e lo perdona prima che egli spiri. Gunnel e Hans si riuniscono, terminando in tal modo definitivamente la faida.  